# Aliaksei Baltouski
Aliaksei Baltouski   (Myslieŭščyna, 1 d'abril de 1937 - 18 d'abril de 1986) fou un atleta belarús, especialista en el llançament de martell, que va competir sota bandera de la Unió Soviètica durant les dècades de 1950 i 1960.
En el seu palmarès destaca una medalla de plata al Campionat d'Europa d'atletisme de 1962, rere Gyula Zsivótzky, així com el campionat soviètic de 1962.
Una vegada retirat va treballar com a professor en diverses centres educatius.

## Millors marques
- Llançament de martell. 69,32 metres (1968)[5]